# タイムライン (小説)
『タイムライン』（英語: Timeline）は、マイケル・クライトンにより1999年11月に発表されたSF小説。この小説では、歴史的な観光名所の価値を高めるためにタイムトラベル技術の応用を試みた企業家の要請で、中世（百年戦争時代の南仏）への時間旅行を行う考古学者たちの物語が描かれる。主人公たちは英仏の傭兵隊の対立に巻き込まれる。本書は、クライトンの技術考証とアクションを組み合わせた一連の作品の一冊を成しており、量子力学とタイムトラベルについて言及されている。
アメリカ合衆国では150万部を超える大ベストセラーとなった。
この小説は、2000年にアイドス・インタラクティブによってPCゲーム化され、2003年にはリチャード・ドナー監督で映画化された。

## あらすじ
ニューメキシコ州の砂漠の真っ只中で一人で彷徨っていた老人が、担ぎ込まれた病院で急死した。検視を行った医師たちは、信じがたい現象に驚愕する。老人の体内は臓器や血管など、あらゆる組織がずれ欠損していた。老人の正体は、早熟の天才の物理学者で億万長者のロバート・ドニガーが興した巨大企業ITCに所属する物理学者だった。
同じ頃、フランスのドルドーニュ県にある14世紀の修道院の遺跡で、考古学専攻の学生たちで成った発掘調査チームは、現代の製品としか思えない眼鏡のレンズと＜HELP ME 1357/4/7＞と書かれた羊皮紙を発掘する。その筆跡は明らかに、発掘調査チームのリーダー、エドワード・ジョンストン教授のものだった。教授は、発掘プロジェクトのスポンサーを訪ねるべく発掘現場を離れて以降、消息を絶っていた。
助教授アンドレ・マレクたち発掘調査チームは、発掘プロジェクトのスポンサーであるITCの社長、ロバート・ドニガーに緊急に呼び出される。消息不明になっているジョンストン教授の救出に協力してほしいというのだ。その行き先というのが、14世紀のフランスだと聞いて、リーダーのマレクをはじめ、チームのメンバーたちは驚く。クリス・ヒューズ、ケイト・エリクスンとアンドレ・マレクは、教授を現代に連れ帰るために行方を追うことを決意する。中世の衣装に身を包み、14世紀に転送されたマレクたちに、騎馬隊が襲いかかってきた。しかも帰るための時空間転送装置が故障してしまい…。
果たしてマレクたちは教授を救出し、無事帰還できるのか。しかし、到着早々、禁じられた銃や手榴弾を持ち込んだITCから付けられた２人の護衛は、騎士の集団に遭遇、殺されてしまう。

## 映画版

### 主要スタッフ
- 製作・監督：リチャード・ドナー
- 原作：マイケル・クライトン
- 音楽：ブライアン・タイラー

### キャスト
※括弧内は日本語吹替
- クリス・ジョンストン - ポール・ウォーカー（玉木宏）
- ケイト・エリクソン - フランセス・オコナー（宮島依里）
- アンドレ・マレク - ジェラルド・バトラー（小山力也）
- エドワード・A・ジョンストン教授 - ビリー・コノリー（富田耕生）
- ロバート・ドニガー社長 - デヴィッド・シューリス（有川博）
- レディ・クレア - アンナ・フリエル（上原美佐）
- フランク・ゴードン - ニール・マクドノー（石塚運昇）
- スティーヴン・クレイマー - マット・クレイヴン（小川真司）
- ジョシュ・スターン - イーサン・エンブリー（鉄野正豊）
- オリヴァー卿 - マイケル・シーン（井上和彦）
- アルノー卿 - ランベール・ウィルソン（寺杣昌紀）
- サー・ウィリアム・ド・ケア / ウィリアム・デッカー - マートン・チョーカシュ（稲葉実）
- フランソワ・ドンテル - ロッシフ・サザーランド（咲野俊介）